# Miss Saint-Pierre-et-Miquelon
Miss Saint-Pierre-et-Miquelon est un concours de beauté annuel concernant les jeunes femmes des îles de Saint-Pierre-et-Miquelon. Créé en 2008, il est qualificatif pour l'élection de Miss France.
Aucune Miss Saint-Pierre-et-Miquelon élue Miss France ni même classée depuis la création du concours.
La déléguée régionale pour Miss France est Marjolaine Poulet.

## Histoire
Il semblerait qu'une Miss Saint-Pierre-et-Miquelon ait déjà participé à Miss France en 1985, comme le prouve une photographie de l'époque. Cependant, le concours de Miss Saint-Pierre-et-Miquelon a été créé officiellement en 2008.
En 2012, le concours devait initialement participer à l'élection de Miss France 2013 mais faute d'un nombre suffisant de candidates, il est annulé. 
En 2013 et 2014, un roulement est mis en place entre Miss Saint-Pierre-et-Miquelon et Miss Saint-Martin qui se partagent une place unique à l'élection de Miss France. 
En 2015, Miss Saint-Martin est intégrée à Miss Guadeloupe et îles du Nord et Miss Saint-Pierre-et-Miquelon peut participer chaque année à l'élection.
En 2019, la délégation Miss Saint-Pierre-et-Miquelon ne recueille pas un nombre suffisant de candidates. La délégation de Miss Saint-Martin et Saint-Barthélemy la remplace à l’élection de Miss France 2020. 
Depuis, il n'y a plus eu de candidates venant de cette région.

## Les Miss
| Année       | Nom                | Âge            | Taille         | Classement Miss France | Autres                                               |
| ----------- | ------------------ | -------------- | -------------- | ---------------------- | ---------------------------------------------------- |
| 1984        | Valérie Tillard    |                |                |                        |                                                      |
| 1985 à 2007 | Pas d'élection     | Pas d'élection | Pas d'élection | Pas d'élection         | Pas d'élection                                       |
| 2008        | Cathy Sabarotz     | 22 ans         | 1,70 m         |                        | Prix de la Bonne Conduite Peugeot à Miss France 2009 |
| 2009        | Marie Serba        | 18 ans         | 1,80 m         |                        |                                                      |
| 2010        | Léa Harnett        | 18 ans         | 1,74 m         |                        |                                                      |
| 2011        | Lison Yon          | 20 ans         | 1,73 m         |                        |                                                      |
| 2012        | Pas d'élection     | Pas d'élection | Pas d'élection | Pas d'élection         | Pas d'élection                                       |
| 2013        | Clio Victorri      | 23 ans         | 1,73 m         |                        |                                                      |
| 2014        | Pas d'élection     | Pas d'élection | Pas d'élection | Pas d'élection         | Pas d'élection                                       |
| 2015        | Julie Briand       | 19 ans         | 1,75 m         |                        |                                                      |
| 2016        | Pas d'élection     | Pas d'élection | Pas d'élection | Pas d'élection         | Pas d'élection                                       |
| 2017        | Héloïse Urtizbéréa | 18 ans         | 1,80 m         |                        |                                                      |
| 2018 à 2024 | Pas d'élection     | Pas d'élection | Pas d'élection | Pas d'élection         | Pas d'élection                                       |

## Palmarès à l'élection de Miss France depuis 2000
- Miss France : aucune
- 1re dauphine : aucune
- 2e dauphine : aucune
- 3e dauphine : aucune
- 4e dauphine : aucune
- 5e dauphine : aucune
- 6e dauphine : aucune
- Top 12 puis 15 : aucune
- Classement des régions pour les 10 dernières élections[Note 1] :

## Données
- En moyenne, les Miss Saint-Pierre-et-Miquelon ont 19,7 ans et mesurent 1,749 m[réf. nécessaire].
- Meilleur classement de ces 10 dernières années : non classée
- Dernier classement réalisé : non classée
- Dernière Miss France : aucune Miss France

- Déléguée régionale Miss France : Marjolaine Poulet